# Il gufo e la gattina
Il gufo e la gattina (The Owl and the Pussycat) è un film del 1970 diretto da Herbert Ross. 

## Trama
New York. Doris è un'attrice, modella e prostituta part-time. La ragazza si ritrova a dover convivere temporaneamente con l'aspirante scrittore Felix. Le loro differenze caratteriali e culturali sono enormi, ma con il proseguire della vicenda iniziano ad ammirarsi reciprocamente e finiscono con l'innamorarsi.

## Produzione
Il copione, scritto da Buck Henry, è basato sull'opera teatrale di Bill Manhoff. Nella versione teatrale, lo scrittore e la prostituta/attrice sono gli unici due personaggi rappresentati. Nello spettacolo originale recitato a Broadway (1964-1965), il "gufo" era interpretato da Alan Alda e la "gattina" dall'attrice/cantante di colore Diana Sands; la versione cinematografica omette consapevolmente gli aspetti e le tematiche interrazziali del rapporto tra i due protagonisti della storia.

## Distribuzione
Rivelatosi ben presto un buon successo, il film incassò 23 681 338 dollari al box office negli Stati Uniti. Nella versione per il noleggio la pellicola incassò ulteriori 11 645 000 dollari. Gli incassi totali del film ammontarono a 35 326 338 dollari.

## Riconoscimenti
Barbra Streisand ricevette una candidatura al premio Golden Globe Award for Best Actress - Motion Picture Musical or Comedy per il ruolo di Doris, la sua terza candidatura in carriera nella stessa categoria. Anche Buck Henry venne candidato per il premio Writers Guild of America Award per il miglior adattamento comico da un soggetto non originale.

## Colonna sonora
La colonna sonora del film pubblicata su disco (Columbia Masterworks MS30401) contiene stralci di dialoghi dal film e la musica del gruppo fusion Blood, Sweat & Tears.

## Scene tagliate
Barbra Streisand girò una scena di nudo in topless per Il gufo e la gattina, che però venne tagliata dalla versione finale del film. La Streisand disse alla stampa: «Il regista di Il gufo e la gattina voleva una scena di topless, ed io accettai ponendo due condizioni: uno, non avrebbe dovuto esserci nessuno nella stanza all'infuori di George Segal; e due, avevo il diritto di far eliminare l'inquadratura se non mi piaceva».
Nel novembre 1979 una rivista pornografica statunitense intitolata High Society pubblicò la foto della Streisand a seno nudo tratta dalla scena eliminata dal film. La Streisand intentò causa a High Society per l'immagine rubata sul set.

## Riferimenti culturali
La rivista comico-demenziale Mad pubblicò una parodia del film nel numero del settembre 1971 (nº 145), nella quale veniva enfatizzato l'uso del turpiloquio da parte della Streisand nel film. Alla fine, lo scrittore getta via la sua macchina da scrivere, affermando che le parole che usa per scrivere lo disgustano. Poi getta via anche la ragazza, gridando: «Four-letter words make me even sicker!» ("Le parolacce [letteralmente: le parole di quattro lettere] mi fanno stare anche peggio!").